# Lista de rodovias estaduais de Santa Catarina

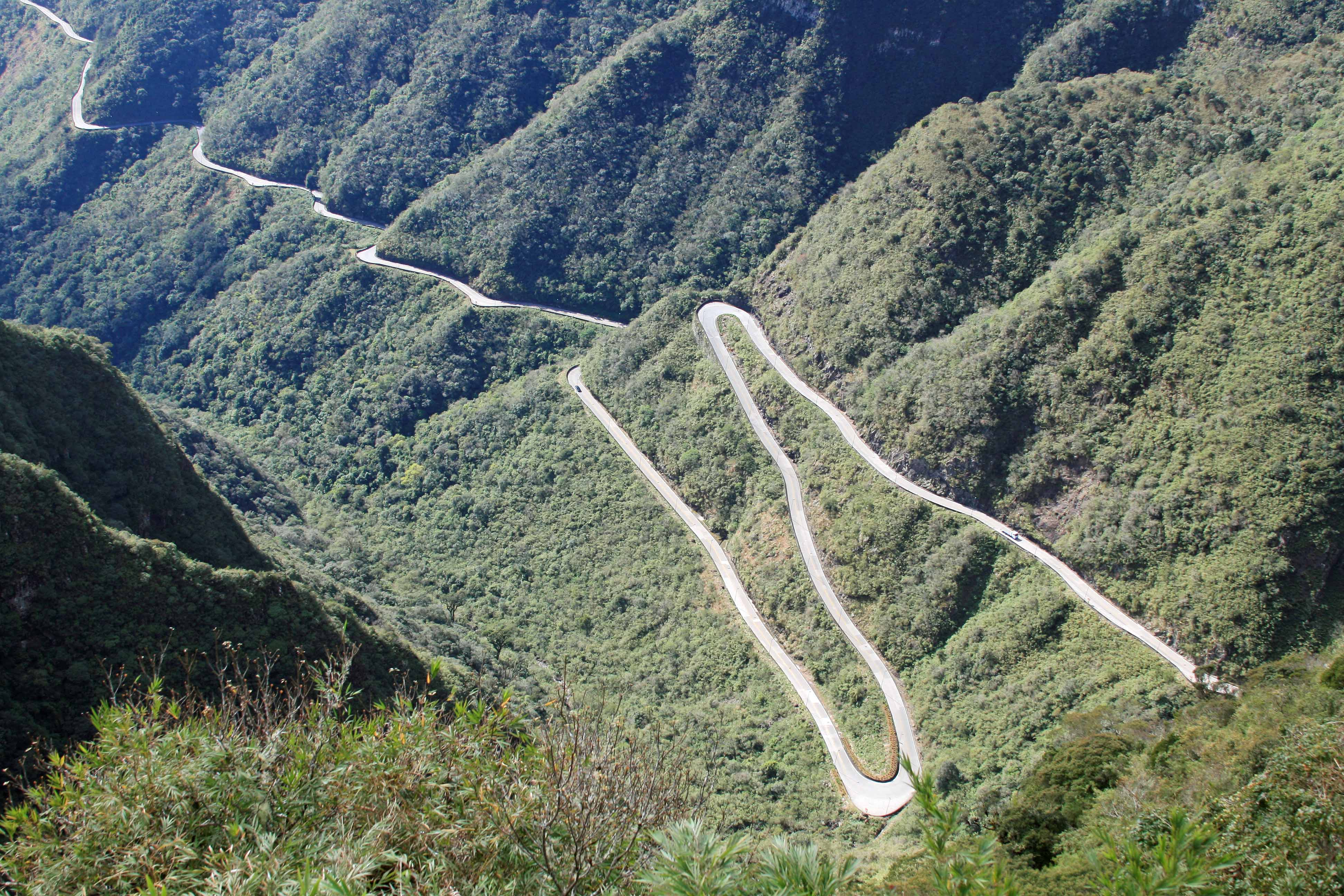
A SC-390 na Serra do Rio do Rastro, considerada uma das rodovias mais espetaculares do mundo.

Esta lista de rodovias estaduais de Santa Catarina trata dos cerca de seis mil quilômetros do sistema rodoviário estadual de Santa Catarina, um dos estados brasileiros. Além das estaduais, fazem parte do Sistema Rodoviário Nacional do Brasil em Santa Catarina também mais cerca de 2300 quilômetros em dez rodovias federais, além de mais de 54 mil quilômetros de rodovias municipais, das quais 1980 quilômetros são pavimentadas. A rede interligada de estradas pavimentadas tem cerca de dez mil quilômetros.
Em 2019, de acordo com pesquisa realizada pela Confederação Nacional do Transporte, apenas 36,3% das rodovias catarinenses era consideradas ótimas ou boas, enquanto 63,7% era considerados regulares, ruins ou péssimas. Enquanto a avaliação geral das federais no estado era na maior parte regular (40%), as estaduais tinham maior porcentagem ruim (54,2%). Entretanto, os trechos catarinenses de rodovias federais estão entre os mais perigosos do país: segundo o Atlas de Acidentalidade 2018, o trecho de São José da BR-101 era o mais perigoso do Brasil, e em 2015 a Polícia Rodoviária Federal já considerou quinze trechos em Santa Catarina entre os cem mais perigosos entre as rodovias federais.
As rodovias estaduais não possuem pedágios, com poucas tentativas feitas nesse sentido. Já a BR-116 e a BR-101, rodovias federais, tem praças. A Arteris administra a BR-116 com a Autopista Planalto Sul e o trecho norte da BR-101 - além de um pequeno trecho da BR-376 no estado - com a Autopista Litoral Sul. O Grupo CCR administrará o trecho sul da BR-101 após ter vencido o leilão em 2020.
Algumas das rodovias de Santa Catarina são conhecidas por suas paisagens espetaculares, especialmente na Planalto Serrano, como a SC-390, que atravessa a Serra do Rio do Rastro e a SC-370, que corta a Serra do Corvo Branco, e a SC-418, que passa na Serra Dona Francisca, no Norte Catarinense.

## Rodovias
As rodovias estaduais são divididas em cinco tipos: as longitudinais, de norte a sul; as transversais, de leste a oeste; as diagonais; as rodovias de ligação e as rodovias de acesso - as últimas não recebem o nome de código. Em 2013, 520 alterações de nomenclatura das rodovias foram feitas, para adequar os códigos estaduais ao Plano Viação (PNV), visto que SC era um dos poucos estados que ainda não tinha se adequado. Com isso, passam a valer as regras definitivas de numeração, com as rodovias longitudinais sendo numeradas de 100 a 199, as transversais de 200 a 299, as rodovias diagonais de 300 a 399 e as rodovias de ligação maiores que 400.
| Nome                                          | Nome oficial | Trecho | Tipo                                | Observações                                                                                               | Nome antigo    |  |  |
| --------------------------------------------- | --- | --- | ----------------------------------- | --- | -------------- |  |  |
| Acesso Estadual Florianópolis - Bairro Tapera | Rodovia Aparício Ramos Cordeiro | SC-401/SC-405 - Tapera | Acesso                              | |                |  |  |
| Acesso Estadual Laguna                        | Rodovia Francisco Fernandes Pinho | BR-101 - Laguna | Acesso                              | |                |  |  |
| Acesso Estadual Arvoredo                      | Rodovia Elias Francisco Finatto | SC-283 - Arvoredo | Acesso                              | |                |  |  |
| Acesso Estadual Beto Carrero                  | Rodovia João Batista Sérgio Murad "Beto Carrero"                                                                                           | BR-101 - Beto Carrero World                                                                                               | Acesso                              | |                |  |  |
| Acesso Estadual Distrito Claraíba             | Rodovia Deputado Gentil Batisti Archer | SC-108 - Distrito Claraíba (Acesso Norte)                                                                                 | Acesso                              | |                |  |  |
| Acesso Estadual Distrito Claraíba             | Rodovia Deputado Gentil Batisti Archer | SC-410 - Distrito Claraíba (Acesso Sul)                                                                                   | Acesso                              | |                |  |  |
| Acesso Estadual Dona Emma                     | Rodovia Prefeito Aléssio Gadotti | | Acesso                              | |                |  |  |
| Acesso Estadual Irineópolis                   | Rodovia Oscar Eugenio Gross | | Acesso                              | |                |  |  |
| Acesso Estadual Jaborá                        | Rodovia Prefeito Ivo Luiz Bazzo | | Acesso                              | |                |  |  |
| Acesso Estadual José Boiteux                  | Rodovia Pedro Moser | | Acesso                              | |                |  |  |
| Acesso Estadual Laguna - Farol de Santa Marta | Rodovia Heriberto Hulse Neto | SC-100 - Farol de Santa Marta                                                                                             | Acesso                              | |                |  |  |
| Acesso Estadual Laguna - Farol de Santa Marta | Rodovia Miguel José Boabaid | SC-100 - Farol de Santa Marta                                                                                             | Acesso                              | |                |  |  |
| Acesso Estadual Marema                        | Rodovia Aury Luiz Bodanese | | Acesso                              | |                |  |  |
| Acesso Estadual Mirim Doce                    | Rodovia Rainoldo Machado da Silva | | Acesso                              | |                |  |  |
| Acesso Estadual Ouro Verde - Oeste            | Rodovia Jandir Antônio Catapan | | Acesso                              | |                |  |  |
| Acesso Estadual Passo de Torres               | Rodovia Prefeito João Luiz da Silva | | Acesso                              | |                |  |  |
| Acesso Estadual Penha                         | Rodovia Paulo Stuart Wright | | Acesso                              | |                |  |  |
| Acesso Estadual Princesa                      | Rodovia Arthur Fellipe Theisen | | Acesso                              | |                |  |  |
| Acesso Estadual Rio dos Cedros - Sul          | Rodovia Tercílio Marchetti | | Acesso                              | |                |  |  |
| Acesso Estadual Rio Maina                     | Rodovia José Spillere | SC-446 - Distrito Nossa Senhora do Caravaggio                                                                             | Acesso                              | |                |  |  |
| Acesso Estadual Rio Maina                     | Rodovia José Spillere | Distrito Nossa Senhora do Caravaggio - Distrito Rio Maina                                                                 | Acesso                              | |                |  |  |
| Acesso Estadual São Bento do Sul - Oeste      | Rodovia Deputado Genésio Tureck | | Acesso                              | antiga parte da SC-301 (atual SC-418)                                                                     |                |  |  |
| Acesso Estadual São Bento do Sul - Sul        | Rodovia Pedro Bayerl | | Acesso                              | Acesso até a rodovia BR-280 via bairro Serra Alta                                                         |                |  |  |
| Acesso Estadual Sul Brasil                    | Rodovia Sul Brasil | | Acesso                              | |                |  |  |
| Acesso Estadual Vila Maria                    | Rodovia Monsenhor Quinto Davide Baldessar                                                                                                  | | Acesso                              | |                |  |  |
| Contorno Sul de Garuva                        | Rodovia Sidney Pensky | | Acesso                              | |                |  |  |
| Contorno Rodoviário de Ouro/Capinzal          | Rodovia Doutor Paulo Macarini | | Acesso                              | |                |  |  |
| Contorno Rodoviário Estadual de Tubarão       | Rodovia Ivane Fretta Moreira | SC-370 - BR-101 | Acesso                              | |                |  |  |
| SC-100                                        | Rodovia Claudino Abel Botega | Jaguaruna - Laguna | Longitudinal                        | | SC-100         |  |  |
| SC-108                                        | Rodovia Rodolfo Jahn | Joinville - Guaramirim | Longitudinal                        | | SC-413         |  |  |
| SC-108                                        | Rodovia Guilherme Jensen | Guaramirim - Massaranduba - Luiz Alves - Blumenau                                                                         | Longitudinal                        | |                |  |  |
| SC-108                                        | Rodovia Saul Silva | São João do Itaperiú - Massaranduba                                                                                       | Longitudinal                        | |                |  |  |
| SC-108                                        | Rodovia Dom João Batista Costa | Massaranduba - Luiz Alves                                                                                                 | Longitudinal                        | |                |  |  |
| SC-108                                        | Rodovia Ivo Silveira | Gaspar - Brusque | Longitudinal                        | |                |  |  |
| SC-108                                        | Rodovia Deputado Gentil Batisti Archer | Brusque - Nova Trento | Longitudinal                        | |                |  |  |
| SC-108                                        | Rodovia Deputado Walter Vicente Gomes | SC-410 - Major Gercino | Longitudinal                        | |                |  |  |
| SC-108                                        | Rodovia Miguel Rodrigues de Souza | Angelina - Rancho Queimado                                                                                                | Longitudinal                        | |                |  |  |
| SC-108                                        | Rodovia Prefeito Antonio David | Rancho Queimado - Anitápolis                                                                                              | Longitudinal                        | |                |  |  |
| SC-108                                        | Rodovia Deputado Frederico Kuerten | Santa Rosa de Lima - Braço do Norte                                                                                       | Longitudinal                        | |                |  |  |
| SC-108                                        | Rodovia Daniel Bruning | SC-370 - São Ludgero | Longitudinal                        | |                |  |  |
| SC-108                                        | Rodovia Maximiliano Gaidzinski | Orleans - Cocal do Sul - Forquilhinha                                                                                     | Longitudinal                        | |                |  |  |
| SC-108                                        | Rodovia Antônio Walmor Canela | Forquilhinha - Meleiro | Longitudinal                        | |                |  |  |
| SC-108                                        | Rodovia Oracídio Olivo | Meleiro - Turvo | Longitudinal                        | |                |  |  |
| SC-108                                        | Rodovia Prefeito Mário Gomes Colares | Ermo - Jacinto Machado | Longitudinal                        | |                |  |  |
| SC-108                                        | Rodovia Prefeito Alcides Angelo Saretto | Jacinto Machado - Praia Grande                                                                                            | Longitudinal                        | |                |  |  |
| SC-110                                        | Rodovia Prefeito Leopoldo Grosskopf | Distrito Bateias de Baixo - Campo Alegre                                                                                  | Longitudinal                        | |                |  |  |
| SC-110                                        | Rodovia Wolfgang Weege | Jaraguá do Sul | Longitudinal                        | |                |  |  |
| SC-110                                        | Rodovia Hermann Weege | Pomerode | Longitudinal                        | |                |  |  |
| SC-110                                        | Rodovia Ralf Knaesel | Pomerode - Timbó | Longitudinal                        | |                |  |  |
| SC-110                                        | Rodovia Procurador de Justiça Euclides Prade                                                                                               | Timbó - Rodeio | Longitudinal                        | |                |  |  |
| SC-110                                        | Rodovia Francisco Rauh | BR-470 - Lontras | Longitudinal                        | |                |  |  |
| SC-110                                        | Rodovia Prefeito Érico Knappmann | Lontras - Presidente Nereu                                                                                                | Longitudinal                        | |                |  |  |
| SC-110                                        | Rodovia Carlos Heinz Buchler | SC-286 - Ituporanga | Longitudinal                        | |                |  |  |
| SC-110                                        | Rodovia Pedro Bernardo Warmling | BR-282 - Urubici | Longitudinal                        | |                |  |  |
| SC-110                                        | Rodovia Manuel Corrêa Neto | Urubici - SC-390 | Longitudinal                        | |                |  |  |
| SC-110                                        | Rodovia Prudente Cândido da Silva Filho | SC-390 - São Joaquim | Longitudinal                        | |                |  |  |
| SC-112                                        | Rodovia Almir José Kalbusch | Rio Negrinho - SC-477 | Longitudinal                        | |                |  |  |
| SC-112                                        | Rodovia do Vime José Luiz Figueiredo (Suzuki)                                                                                              | Bocaina do Sul - Rio Rufino                                                                                               | Longitudinal                        | |                |  |  |
| SC-114                                        | Rodovia Prefeito Teófilo Tavares | BR-282 - SC-477 | Longitudinal                        | |                |  |  |
| SC-114                                        | Rodovia Deputado João Bertoli | Santa Terezinha - SC-427                                                                                                  | Longitudinal                        | |                |  |  |
| SC-114                                        | Rodovia Prefeito Affonso Rohden | Salete - Taió | Longitudinal                        | |                |  |  |
| SC-114                                        | Rodovia Bruno Heidrich | Taió - BR-470 | Longitudinal                        | |                |  |  |
| SC-114                                        | Rodovia Coronel Aristiliano Laureano Ramos                                                                                                 | BR-470 - BR-282 | Longitudinal                        | |                |  |  |
| SC-114                                        | Rodovia Enedino Batista Ribeiro | BR-282 - Rio Lavatudo | Longitudinal                        | Este trecho é parte da Rota Caminhos da Neve, que deve futuramente ser federalizada com o nome de BR-438. |                |  |  |
| SC-114                                        | Rodovia Prudente Cândido da Silva Filho | Rio Lavatudo - São Joaquim                                                                                                | Longitudinal                        | Este trecho é parte da Rota Caminhos da Neve, que deve futuramente ser federalizada com o nome de BR-438. |                |  |  |
| SC-114                                        | Rodovia Jarbas Amarante | São Joaquim - Acesso Municipal a Vila Boava                                                                               | Longitudinal                        | Este trecho é parte da Rota Caminhos da Neve, que deve futuramente ser federalizada com o nome de BR-438. |                |  |  |
| SC-114                                        | Rodovia Cesar Martorano | Acesso Municipal a Vila Boava - RS-110                                                                                    | Longitudinal                        | Este trecho é parte da Rota Caminhos da Neve, que deve futuramente ser federalizada com o nome de BR-438. |                |  |  |
| SC-120                                        | Rodovia Doutor Osvaldo de Oliveira | Três Barras - BR-280 | Longitudinal                        | | SC-303; SC-457 |  |  |
| SC-120                                        | Rodovia Octávio Tabalipa | Três Barras - BR-280 | Longitudinal                        | |                |  |  |
| SC-120                                        | Rodovia Doutor Lourenço Faoro | Caçador - Santa Cecília                                                                                                   | Longitudinal                        | |                |  |  |
| SC-120                                        | Rodovia Luiz Dacol Neto | Santa Cecília - Curitibanos                                                                                               | Longitudinal                        | |                |  |  |
| SC-120                                        | Rodovia Vereador José Ortiz de Souza | BR-470 - BR-282 | Longitudinal                        | |                |  |  |
| SC-135                                        | Rodovia da Amizade | SC-280 - Caçador | Longitudinal                        | |                |  |  |
| SC-135                                        | Rodovia Saul Brandalise | Caçador - Fraiburgo | Longitudinal                        | |                |  |  |
| SC-135                                        | Rodovia da Maça | Fraiburgo - Videira | Longitudinal                        | |                |  |  |
| SC-135                                        | Rodovia Engenheiro Linneu Luiz Bonato | SC-355 - Ibiam | Longitudinal                        | |                |  |  |
| SC-135                                        | Rodovia José Atílio Grassi | Tangará - Ibiam | Longitudinal                        | |                |  |  |
| SC-135                                        | Rodovia Cid Caesar de Almeida Pedroso | Ibiam - Campos Novos | Longitudinal                        | |                |  |  |
| SC-150                                        | Rodovia Coronel Manoel Inácio de Araújo Pimpão "Coronel Duca Pimpão"                                                                       | BR-153 - Água Doce | Longitudinal                        | |                |  |  |
| SC-150                                        | Rodovia Coronel Manoel Inácio de Araújo Pimpão "Coronel Duca Pimpão"                                                                       | Água Doce - Luzerna | Longitudinal                        | |                |  |  |
| SC-150                                        | Rodovia Engenheiro Linneu Luiz Bonato | Joaçaba - Lacerdópolis - Ouro - Capinzal                                                                                  | Longitudinal                        | | SC-452; SC-303 |  |  |
| SC-154                                        | Rodovia da Imigração | Faxinal dos Guedes - Ipumirim                                                                                             | Longitudinal                        | | SC-465         |  |  |
| SC-154                                        | Rodovia Adílio Hilário Mutzemberg | Ipumirim - Arabutã - Concórdia                                                                                            |                                     | |                |  |  |
| SC-154                                        | Rodovia Pedro Paludo | SC-283 - Itá |                                     | |                |  |  |
| SC-155                                        | Rodovia Rovilho Bortoluzzi | BR-280 - Abelardo Luz - Ouro Verde - Bom Jesus                                                                            | Longitudinal                        | | SC-467         |  |  |
| SC-155                                        | Rodovia Vereador João Carlin | Xanxerê - SC-283 | Longitudinal                        | | SC-466         |  |  |
| SC-155                                        | Rodovia Carlos Armando Paludo | Seara - Itá | Longitudinal                        | | SC-466         |  |  |
| SC-156                                        | Rodovia Aury Luiz Bodanese | Lageado Grande - Xaxim | Longitudinal                        | | SC-459.        |  |  |
| SC-157                                        | Rodovia Engenheiro Félix Malburg | São Lourenço do Oeste - Novo Horizonte - Formosa do Sul - Quilombo - Coronel Freitas - Cordilheira Alta - Chapecó - Paial | Longitudinal                        | | SC-468; SC-484 |  |  |
| SC-159                                        | Rodovia da Integração Rui Rolim de Moura                                                                                                   | | Longitudinal                        | |                |  |  |
| SC-160                                        | | | Longitudinal                        | |                |  |  |
| SC-161                                        | Rodovia Valdemar Martim Lunkes | Cunha Porã - Iraceminha - Cunhataí                                                                                        | Longitudinal                        | |                |  |  |
| SC-281                                        | Rodovia Eugênio Raulino Koerich | São José - São Pedro de Alcântara - Angelina                                                                              | Transversal                         | | SC-407         |  |  |
| SC-281                                        | Rodovia Norberto Henrique Alves | Leoberto Leal - Vidal Ramos - Imbuia                                                                                      | Transversal                         | |                |  |  |
| SC-281                                        | Rodovia Frank Geraldo Rinnert | Trombudo Central - Braço do Trombudo                                                                                      | Transversal                         | |                |  |  |
| SC-283                                        | | | Transversal                         | |                |  |  |
| SC-284                                        | Rodovia José Carlos Pisani | Distrito de Ibicuí - BR-470                                                                                               | Transversal                         | | SC-455         |  |  |
| SC-285                                        | Rodovia Alfredo Gustavo Brillinger | Ermo - Turvo | Transversal                         | |                |  |  |
| SC-285                                        | Rodovia Iduino Mondardo | Turvo - Timbé do Sul | Transversal                         | |                |  |  |
| SC-290                                        | Rodovia Prefeito Ari Pedro Borges | BR-101 - SC-108 | Transversal                         | | SC-450         |  |  |
| SC-290                                        | Rodovia Prefeito Ari Pedro Borges | Praia Grande - RS-427 | Transversal                         | |                |  |  |
| SC-305                                        | | | Diagonal                            | | SC-473         |  |  |
| SC-340                                        | | | Diagonal                            | |                |  |  |
| SC-350                                        | | | Diagonal                            | |                |  |  |
| SC-355                                        | | | Diagonal                            | | SC-463         |  |  |
| SC-370                                        | | | Diagonal                            | |                |  |  |
| SC-386                                        | | | Diagonal                            | |                |  |  |
| SC-390                                        | Deputado Neudy Massolini | Concórdia - BR-153 | Diagonal                            | | SC-461         |  |  |
| SC-390                                        | Rodovia Prefeito Irineu José Maestri | SC-467 - BR-470 | Diagonal                            | |                |  |  |
| SC-390                                        | Rodovia Erminio Surdi | BR-470 - Rio Canoas | Diagonal                            | |                |  |  |
| SC-390                                        | Rodovia Prefeito José Pereira Neves | Rio Canoas - Anita Garibaldi                                                                                              | Diagonal                            | |                |  |  |
| SC-390                                        | Rodovia Izidoro Marin | Anita Garibaldi - Campo Belo do Sul                                                                                       | Diagonal                            | |                |  |  |
| SC-390                                        | Rodovia Padre Edilson José de Souza | Campo Belo do Sul - Capão Alto                                                                                            | Diagonal                            | |                |  |  |
| SC-390                                        | BR-116 - Coxilha Rica | | Diagonal                            | |                |  |  |
| SC-390                                        | Rodovia Prudente Cândido da Silva Filho | SC-110 - Rio Mantiqueira                                                                                                  | Diagonal                            | |                |  |  |
| SC-390                                        | Rodovia Pedro de Alcântara Ribeiro | Rio Mantiqueira - Bom Jardim da Serra                                                                                     | Diagonal                            | |                |  |  |
| SC-390                                        | Rodovia Governador Irineu Bornhausen | Bom Jardim da Serra - Lauro Müller                                                                                        | Diagonal                            | Serra do Rio do Rastro                                                                                    |                |  |  |
| SC-390                                        | Rodovia Flávio Righetto | SC-446 - Orleans | Diagonal                            | |                |  |  |
| SC-390                                        | Rodovia Gregório Brighenti | Orleans | Diagonal                            | Perímetro Urbano de Orleans                                                                               |                |  |  |
| SC-390                                        | Rodovia Hugo Sant'anna | Orleans - Pedras Grandes - Tubarão                                                                                        | Diagonal                            | |                |  |  |
| SC-390                                        | Rodovia Norberto Brunato | Tubarão - BR-101 | Diagonal                            | |                |  |  |
| SC-400                                        | Rodovia Francisco Arcanjo Grillo | SC-402 - Daniela | Ligação                             | |                |  |  |
| SC-401                                        | Rodovia José Carlos Daux | Itacorubi - Saco Grande - Cacupé - Santo Antônio de Lisboa - Ratones - Canasvieiras                                       | Ligação                             | |                |  |  |
| SC-401                                        | Túnel Deputada Antonieta de Barros | Prainha - Saco dos Limões                                                                                                 | Ligação                             | |                |  |  |
| SC-401                                        | Rodovia Governador Aderbal Ramos da Silva                                                                                                  | Saco dos Limões - Costeira do Pirajubaé - Carianos                                                                        | Ligação                             | Conhecida como Via Expressa Sul                                                                           |                |  |  |
| SC-401                                        | Rodovia João Nilson Zunino | Carianos - Aeroporto Internacional de Florianópolis                                                                       | Ligação                             | |                |  |  |
| Avenida Deputado Diomício Freitas             | Avenida Deputado Diomício Freitas | SC-401 - Carianos - Base Aérea de Florianópolis                                                                           | Ligação                             | Antes parte da SC-401, agora uma avenida do bairro Carianos.                                              |                |  |  |
| SC-402                                        | Rodovia Maurício Sirotsky Sobrinho | SC-401 - Jurerê | Ligação                             | . |                |  |  |
| SC-403                                        | Rodovia Armando Calil Bulos | SC-401 - Ingleses | Ligação                             | |                |  |  |
| SC-404                                        | Rodovia Admar Gonzaga | Itacorubi - Lagoa da Conceição                                                                                            | Ligação                             | . |                |  |  |
| SC-405                                        | Rodovia Francisco Magno Vieira | Rio Tavares - Campeche - Morro das Pedras                                                                                 | Ligação                             | |                |  |  |
| SC-406                                        | Rodovia João Gualberto Soares | Ingleses - Rio Vermelho - Barra da Lagoa                                                                                  | Ligação                             | |                |  |  |
| SC-406                                        | Rodovia Jornalista Manoel de Menezes | Barra da Lagoa - Joaquina                                                                                                 | Ligação                             | |                |  |  |
| SC-406                                        | Rodovia Doutor Antônio Luiz Moura Gonzaga                                                                                                  | Lagoa da Conceição - Rio Tavares                                                                                          | Ligação                             | |                |  |  |
| SC-406                                        | Rodovia Francisco Thomaz dos Santos "Seu Chico"                                                                                            | Morro das Pedras - Armação - Pântano do Sul                                                                               | Ligação                             | |                |  |  |
| SC-407                                        | Rodovia João Adão Reitz | Biguaçu - Antônio Carlos                                                                                                  | Ligação                             | | SC-408         |  |  |
| SC-410                                        | Rodovia Deputado Walter Vicente Gomes | Tijucas - SC-108 | Ligação                             | |                |  |  |
| SC-410                                        | Rodovia Deputado Walter Vicente Gomes | SC-108 - Distrito Caraíba                                                                                                 | Ligação                             | |                |  |  |
| SC-412                                        | Rodovia Jorge Lacerda | Itajaí - Ilhota - Gaspar                                                                                                  | Ligação                             | | SC-470         |  |  |
| SC-412                                        | Rodovia Deputado Francisco Mastella | Gaspar | Ligação                             | |                |  |  |
| SC-414                                        | Rodovia Leonardo Martendal | BR-470 - Luiz Alves | Ligação                             | |                |  |  |
| SC-414                                        | Rodovia Dom João Batista Costa | Luiz Alves - SC-108 | Ligação                             | |                |  |  |
| SC-415                                        | Rodovia Duque de Caxias | BR-280 - Praia da Enseada                                                                                                 | Ligação                             | |                |  |  |
| SC-415                                        | SC-474 | |                                     | |                |  |  |
| SC-415                                        | SC-416 | | Santa Catarina ao Paraná via Garuva | Ligação                                                                                                   |                |  |  |
| SC-417                                        | | BR-101 a PR-412 e SC-416                                                                                                  | Ligação                             | |                |  |  |
| SC-418                                        | | | Ligação                             | | SC-301         |  |  |
| SC-421                                        | | | Ligação                             | |                |  |  |
| SC-427                                        | | | Ligação                             | |                |  |  |
| SC-434                                        | Rodovia Abílio Manoel de Lima | BR-101 em Imbituba a GRP-010 em Garopaba                                                                                  | Ligação                             | |                |  |  |
| SC-435                                        | Rodovia Padre Sebastião Antônio Van Lieshout                                                                                               | Águas Mornas - São Bonifácio                                                                                              | Ligação                             | |                |  |  |
| SC-435                                        | Rodovia Sílvio João de Oliveira | São Martinho - Gravatal                                                                                                   | Ligação                             | |                |  |  |
| SC-436                                        | Rodovia Beata Albertina Berkenbrock | Imaruí - São Martinho | Ligação                             | |                |  |  |
| SC-437                                        | Rodovia Portinho Bitencourt | Imbituba - Imaruí | Ligação                             | |                |  |  |
| SC-437                                        | Rodovia Pedro Bittencourt | São Martinho - Pescaria Brava - Capivari de Baixo                                                                         | Ligação                             | |                |  |  |
| SC-440                                        | Rodovia dos Mineiros | Urussanga - Lauro Müller                                                                                                  | Ligação                             | |                |  |  |
| SC-441                                        | Rodovia Arno Arnaldo Nápoli | Jaguaruna - Sangão | Ligação                             | |                |  |  |
| SC-441                                        | Rodovia Ismael Thomaz Preve | Tubarão - Treze de Maio                                                                                                   | Ligação                             | |                |  |  |
| SC-443                                        | Rodovia Representante Comercial Flavio Flores Lopes                                                                                        | Jaguaruna - Sangão | Ligação                             | |                |  |  |
| SC-443                                        | Rodovia Gregório Espíndola | Sangão - Morro da Fumaça                                                                                                  | Ligação                             | |                |  |  |
| SC-443                                        | Rodovia Genésio Mazon | Morro da Fumaça | Ligação                             | |                |  |  |
| SC-443                                        | Rodovia Deputado Aristides Bolan | Morro da Fumaça - Cocal do Sul                                                                                            | Ligação                             | |                |  |  |
| SC-443                                        | Rodovia Damásio Reis | SC-108 - Nova Veneza | Ligação                             | |                |  |  |
| SC-443                                        | Rodovia Pedro Manoel da Silva | Nova Veneza - Forquilhinha                                                                                                | Ligação                             | |                |  |  |
| SC-443                                        | Rodovia Monsenhor Quinto Davide Baldessar                                                                                                  | Forquilhinha | Ligação                             | |                |  |  |
| SC-445                                        | Rodovia Sebastião Tolêdo dos Santos, Rua Álvaro Catão, Avenida Centenário, Avenida Jorge Elias de Lucca e Rodovia Deputado Paulino Búrigo. | Balneário Rincão - BR-101 - Içara - Criciúma                                                                              | Ligação                             | |                |  |  |
| SC-446                                        | Rodovia Deputado Aristides Bolan ou Via Rápida (trecho após a rotatória da Avenida Gabriel Zanette até o viaduto da BR-101)                | Criciúma - Orleans | Ligação                             | |                |  |  |
| SC-447                                        | | Criciúma - Treviso - Lauro Müller                                                                                         | Ligação                             | |                |  |  |
| SC-449                                        | | Meleiro - Araranguá - Balneário Arroio do Silva                                                                           | Ligação                             | |                |  |  |
| SC-451                                        | | | Ligação                             | |                |  |  |
| SC-452                                        | | | Ligação                             | |                |  |  |
| SC-453                                        | | | Ligação                             | |                |  |  |
| SC-459                                        | | Porto União (junção com a SC-340) - Timbó Grande - Calmon.                                                                | Ligação                             | | SC-303         |  |  |
| SC-464                                        | | Iomerê - Arroio Tinta - Salta Veloso - Herciliópolis                                                                      | Ligação                             | | SC-453         |  |  |
| SC-465                                        | | Macieira - Arroio Tinta (junção com a SC-464) - Salto Veloso - Treze Tílias - Ibicaré                                     | Ligação                             | | SC-454         |  |  |
| SC-467                                        | | Joaçaba - Ouro - Zórtea                                                                                                   | Ligação                             | | SC-494         |  |  |
| SC-473                                        | | Ipumirim - Lindóia do Sul - Irani                                                                                         | Ligação                             | | SC-488         |  |  |
| SC-477                                        | Rodovia Aroldo Carneiro de Carvalho | Canoinhas - BR-116 | Ligação                             | |                |  |  |
| SC-477                                        | Rodovia Nataniel Rezende Ribas | Papanduva - Distrito de Iraputã                                                                                           | Ligação                             | |                |  |  |
| SC-480                                        | Rodovia Leopoldo Scheffer | BR-158 - São Lourenço do Oeste - Jupiá                                                                                    | Ligação                             | A SC-480 corresponde a BR-480, que é de jurisdição estadual em Santa Catarina.                            |                |  |  |
| SC-480                                        | Rodovia Leopoldo Scheffer | Jupiá - Bom Jesus | Ligação                             | A SC-480 corresponde a BR-480, que é de jurisdição estadual em Santa Catarina.                            |                |  |  |
| SC-480                                        | Rodovia Rovilho Bortoluzzi | Bom Jesus - Xanxerê | Ligação                             | A SC-480 corresponde a BR-480, que é de jurisdição estadual em Santa Catarina.                            |                |  |  |
| SC-480                                        | Rodovia Vilson Pedro Kleinübing | Xanxerê - BR-282 | Ligação                             | A SC-480 corresponde a BR-480, que é de jurisdição estadual em Santa Catarina.                            |                |  |  |
| SC-480                                        | Rodovia Engenheiro Serafim Enoss Bertaso                                                                                                   | Chapecó - Distrito Goio - RS-406/BR-480                                                                                   | Ligação                             | A SC-480 corresponde a BR-480, que é de jurisdição estadual em Santa Catarina.                            |                |  |  |
| Marginal da BR-480                            | Rodovia Valentin Antonio Marcon | Chapecó | Ligação                             | A SC-480 corresponde a BR-480, que é de jurisdição estadual em Santa Catarina.                            |                |  |  |
| SC-482                                        | Rodovia Aquelino João Pertussatti | Galvão - Quilombo | Ligação                             | | SC-459; SC-479 |  |  |
| SC-484                                        | Rodovia Balseiros do Rio Uruguai | SC-283 - Guatambu | Ligação                             | |                |  |  |
| SC-484                                        | Rodovia Rodesindo Pavan | Guatambu - Caxambu do Sul                                                                                                 | Ligação                             | |                |  |  |
| SC-486                                        | Rodovia Deputado Antônio Heil | Itajaí - BR-101 - Brusque                                                                                                 | Ligação                             | |                |  |  |
| SC-486                                        | Rodovia Pedro Merísio | Brusque - Botuverá | Ligação                             | |                |  |  |
| SC-492                                        | Rodovia Juarez Domingos Vicari | Maravilha - São Miguel da Boa Vista                                                                                       | Ligação                             | |                |  |  |
| SC-492                                        | Rodovia David Luiz Sarzi | Barra Bonita - BR-163 | Ligação                             | |                |  |  |
| SC-492                                        | Rodovia Padre Aurélio Canzi | São Miguel do Oeste - Bandeirante                                                                                         | Ligação                             | |                |  |  |
| SC-496                                        | Rodovia Aurélio Francisco Marconatto | Descanso - Itapiranga | Ligação                             | |                |  |  |

| {{{caption}}} |
| SC-390.       |

| {{{caption}}}                                                                    |
| Placa da Rodovia Daniel Bruning, parte da SC-108, quando ela ainda era a SC-438. |

| {{{caption}}}                                                   |
| Portal da cidade de São Joaquim em direção a Lages pela SC-114. |

| {{{caption}}} |
| Placa comemorativa da SC-438 no trevo de Braço do Norte, referente ao trecho Gravatal-Braço do Norte-São Ludgero. |

| {{{caption}}}                                               |
| Uma estrada estadual em São Joaquim durante um dia de neve. |